# نیتروژن ناپروتئینی (غیرپروتئینی)

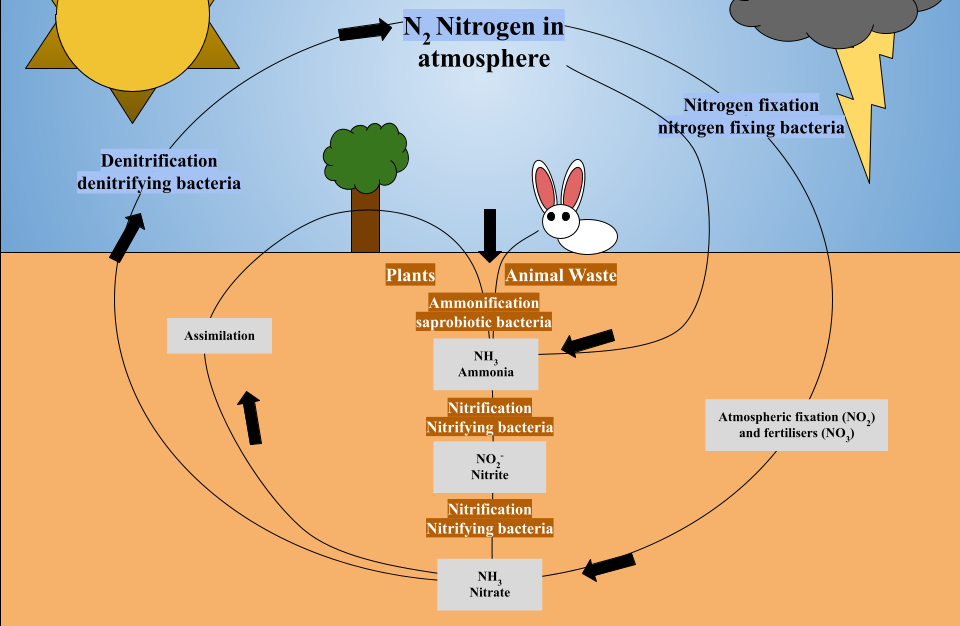
نسخه ساده شده چرخه نیتروژن

نیتروژن ناپروتئینی (غیرپروتئینی) به موادی کفته می‌شود که با وجود اینکه پروتئین نیستند اما به عنوان ماده اولیه در ساخت پروتئین نقش دارند. اوره، بیورت (بیوره) و آمونیاک به عنوان مواد نیتروژن‌دار ناپروتئینی، توسط میکروب‌های خاصی که در معده نشخوارکنندگان وجود دارد، به پروتئین تبدیل می‌شوند. در این تبدیل ابتدا اوره و بیورت به آمونیاک تجزیه شده و سپس میکرواورگانیزم مذکور واحدهای پپتیدی را جهت تولید پروتئین پایه‌ریزی می‌نمایند. مصرف زیاد این مواد میتواند مسمومیت آمونیاکی را بدنبال داشته باشد.
همچنین این مواد می‌توانند برای افزایش مقادیر پروتئین خام به شکل مصنوعی بکار روند. چراکه پروتئین حاوی حدود 16% نیتروژن است و تنها ماده‌ غذایی که بیشترین نیتروژن را دارد پروتئین است. به طور عادی منبع نیتروژن ناپروتئینی افزودنی‌های خوراکی شیمیایی یا گاهی فضولات مرغداری و کود گاوی است.

## همچنین ببینید
- چرخه نیتروژن
- سیانامید
- اسید سیانوریک
- ملامین
- 1،3،5-تریازین
- تریازین ها
- آلودگی صادراتی پروتئین چینی